# Sommersted Sogn
Sommersted Sogn er et sogn i Haderslev Domprovsti (Haderslev Stift).
Sommersted Sogn hørte til Gram Herred i Haderslev Amt. Sommersted sognekommune blev ved kommunalreformen i 1970 indlemmet i Vojens Kommune, der ved strukturreformen i 2007 indgik i Haderslev Kommune.
I Sommersted Sogn ligger Sommersted Kirke.
I sognet findes følgende autoriserede stednavne:
- Kastvrå (bebyggelse, ejerlav)
- Mellem Lert (bebyggelse)
- Neder Lert (bebyggelse)
- Over Lert (bebyggelse)
- Revsø (bebyggelse, ejerlav)
- Revsø Mark (bebyggelse)
- Revsø Parceller (bebyggelse)
- Revsø Skov (areal)
- Revsøgård (landbrugsejendom)
- Sommersted (bebyggelse, ejerlav)
- Sommerstedskov (bebyggelse)
- Tingbjerg (areal)

## Afstemningsresultat
Folkeafstemningen ved Genforeningen i 1920 gav i Sommersted Sogn 704 stemmer for Danmark, 144 for Tyskland. Af vælgerne var 205 tilrejst fra Danmark, 68 fra Tyskland. 